# 270374 Paolomanente
270374 Paolomanente este o planetă minoră (asteroid) din centura de asteroizi. A fost descoperită pe 10 ianuarie 2002 la  de . 
Obiectul prezintă o orbită caracterizată de o semiaxă mare de 2,6234768964121 UAi, o excentricitate de 0,15131012571906, o înclinație de 5,4810417846586 ° în raport cu ecliptica.